# École nationale d'agriculture pour jeunes filles
La première école nationale d'agriculture pour jeunes filles est ouverte en 1886 en Bretagne, à Rennes dans l'enceinte du manoir dit « de Coëtlogon ». Spécialisée en production laitière, l'école a permis aux jeunes filles d'accéder à des postes à responsabilité dans la production laitière en France ainsi que dans la formation agricole. L'école perd sa vocation ménagère en 1967 et devient l'école nationale supérieure féminine d’agronomie

## Contexte: production de beurre importante en Bretagne
La fabrication du beurre est traditionnellement une activité féminine très développée en Bretagne, dès le XVIIIe siècle et jusqu'au XIXe siècle, pour alimenter les ménages, ravitailler la marine et fournir l'exportation vers l'Angleterre. Cependant, la fabrication du beurre en tant qu'activité professionnelle n'a pas laissé beaucoup de traces dans les archives.
D'après les données connues par des études du ministère de l'agriculture, le cheptel de vaches était plus important que dans le reste de la France durant tout le XIXe siècle. Par exemple, en 1892, les vaches composent 85% du cheptel breton, tandis que ce ratio est de 76% pour le cheptel français. Jusqu'au début du XXe siècle le cheptel breton est surtout composé de vaches locales, normandes ou bretonnes pie noir considérées comme étant meilleures laitières. Les veaux sont vendus très jeunes (environ 5 semaines) car il est plus rentable pour les éleveurs de garder le lait pour le vendre directement ou pour en faire du beurre.
Le lait est rarement transformé en fromage car pour en produire, il faut de grandes quantités de lait, ce qui se révèle difficile à obtenir dans une région où la petite exploitation domine.

## Le beurre, un produit lucratif
Une méthode d'obtention du beurre est décrite dans un rapport conservé dans le fonds d'Argentré des archives d'Ille-et-Vilaine. Il s'agit d'une méthode pour obtenir un beurre fin non salé, qui n'est pas un beurre de garde. Après la traite, le lait est passé dans une toile de grains et mis dans des vases en terre tièdes. Ces derniers sont déposés dans des caisses en bois appelées « haiches », qui sont fermées mais pas hermétiquement. Le lait est laissé à reposer. Lorsque la crème se sépare du lait, le tout est mis dans une baratte. La baratte, enveloppée d'une couverture, est placée près d'une cheminée et exposée à une chaleur douce. Le lendemain matin, le lait doit être baratté, d'un mouvement uniforme pendant une trentaine de minutes. Pour assembler le beurre, on penche la baratte, on sépare le beurre du lait. Le beurre est déposé dans un récipient en bois de hêtre mouillé, couvert et mis dans un endroit frais. Il faut ensuite presser le beurre pour en extraire le petit lait.
La majorité des fermières ne disposaient pas d'assez de lait pour réaliser du beurre fin quotidien et devaient attendre plusieurs jours pour obtenir suffisamment de lait. La crème était conservée plusieurs jours avant le barattage et, pour que le beurre se conserve ensuite, il était salé. Les beurres ainsi produits sont en partie consommés et majoritairement vendus. Les acheteurs peuvent être des épiciers de village, des citadins, des négociants qui revendent ensuite le beurre dans d'autres régions de France. Certains beurres partent également vers la Grande-Bretagne par Saint-Malo ou Morlaix jusqu'en 1875. Ils partent également vers Nantes où ils sont utilisés en biscuiterie puis plus tard vers l'Amérique du Sud par les ports de Nantes et de Bordeaux.

## Ouverture de l'école pratique de laiterie de Coëtlogon en 1886

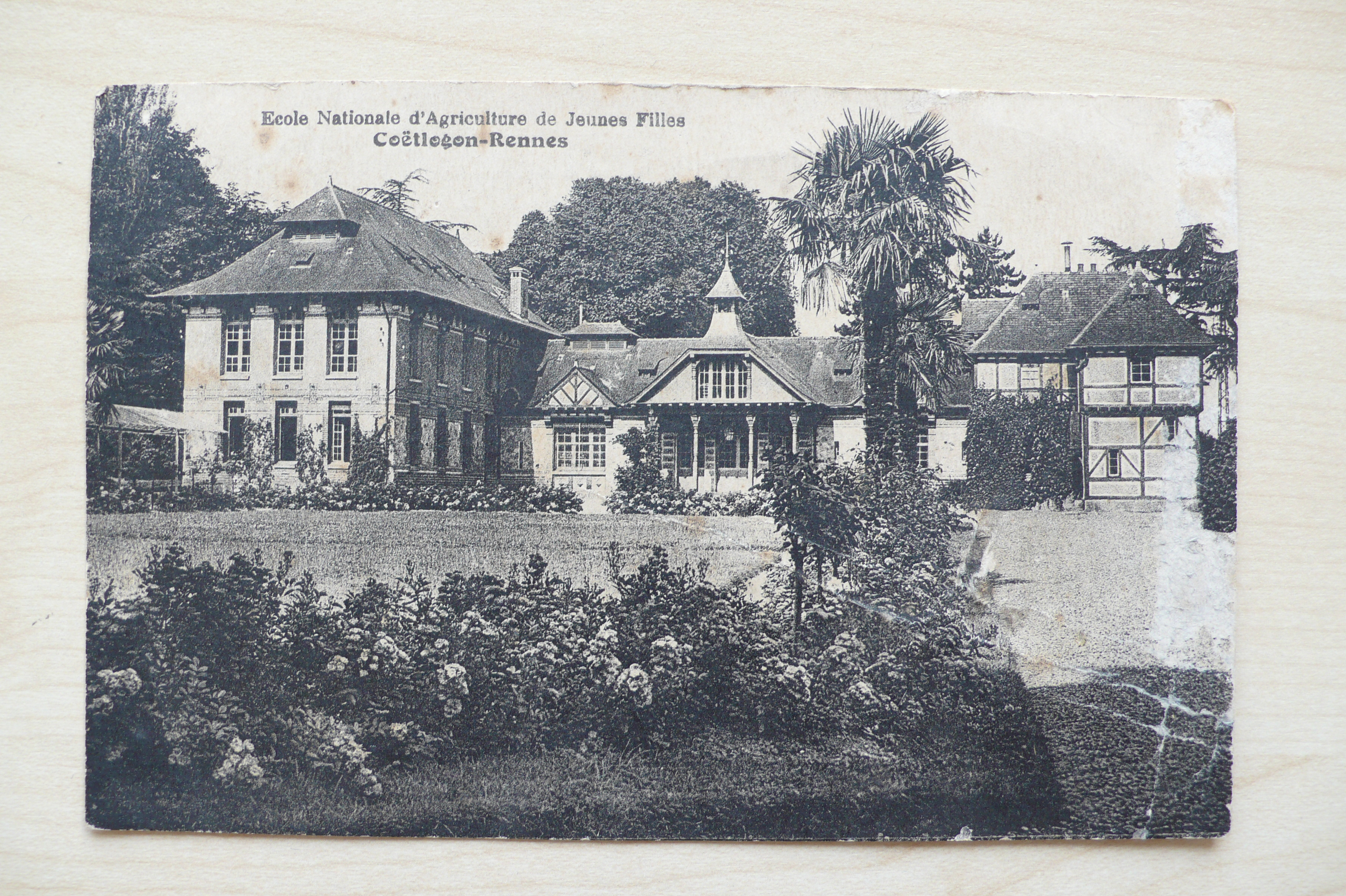
Bâtiment de l'école.

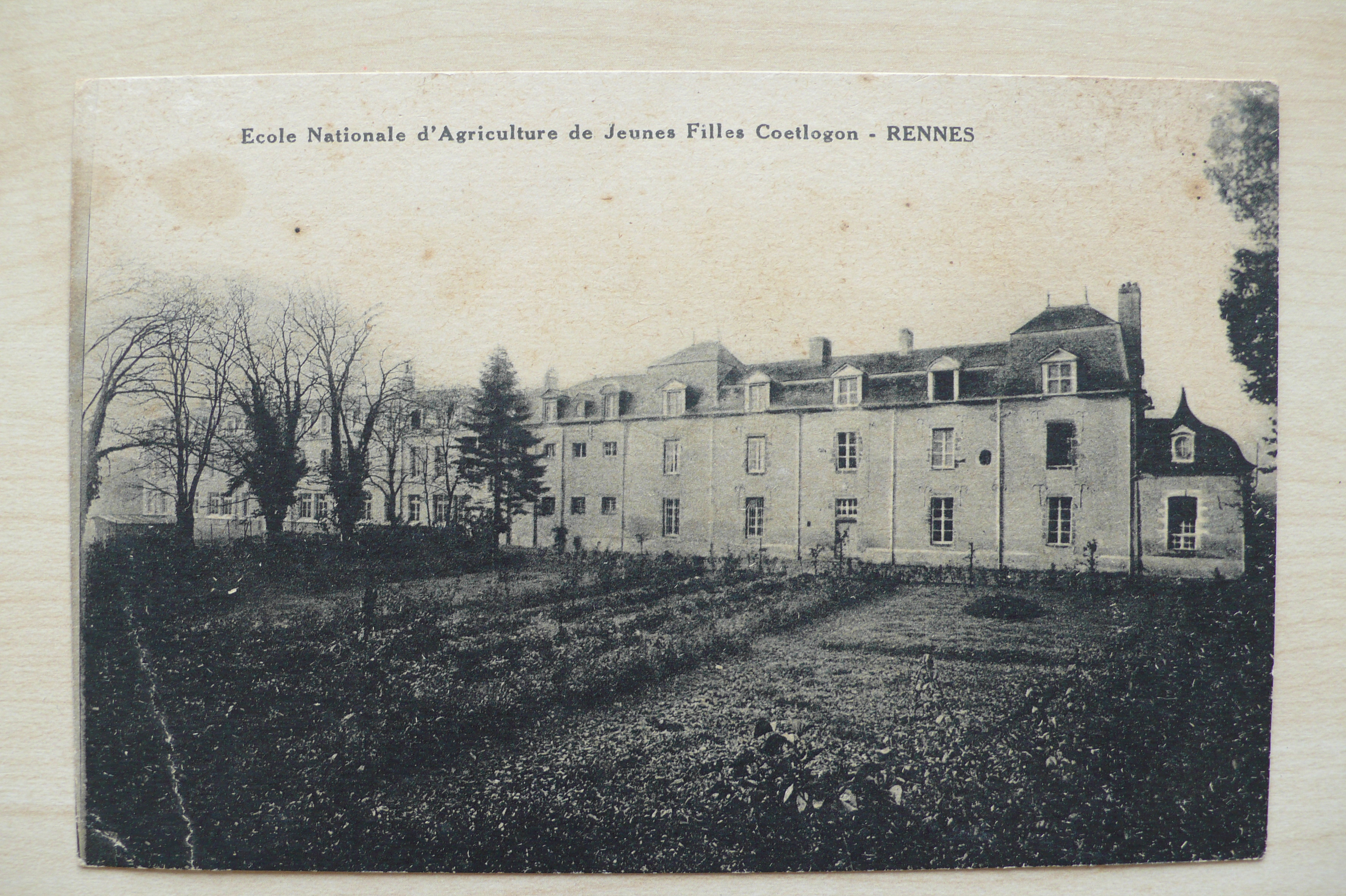
Bâtiment.

Dans ce contexte, une réflexion est menée pour améliorer la production laitière, à échelle nationale, en lien avec la politique de l'enseignement agricole menée par la Troisième République. De nombreuses écoles pratiques d'agriculture pour garçons sont créées dont plusieurs consacrées à l'industrie du lait. En 1887, une épreuve de laiterie est créée dans le concours régional d'agriculture en Bretagne.
Le projet de formation pour jeunes filles est réalisé grâce à l'appui du ministère de l'agriculture qui accepte de rétribuer le personnel enseignant d'une école pratique et de participer à l'entretien d'un certain nombre d'élèves, la commune et le département devant prendre à leur charge le reste des frais. C'est donc à côté de la ferme-école des Trois-Croix que l'école pratique de laiterie de Coëtlogon est ouverte en 1886 pour les jeunes filles. Les deux établissements fonctionnent de pair, certains matériels sont utilisés en commun. La directrice de l'école de laiterie est Mme Bodin, veuve de l'ancien directeur de l'école des Trois-Croix, Jean-Jules Bodin.
Coëtlogon est le premier établissement féminin de l'enseignement agricole public en France. L'institution reçoit le statut d'école pratique de laiterie, réglementé par la loi du 30 juillet 1875. L'enseignement est consacré « aux manipulations du lait, du beurre, des fromages et aux soins à donner à la basse-cour et aux vaches laitières ». La formation est destinée aux « jeunes filles de plus de 14 ans, celles qui appartiennent aux familles nombreuses d'agriculteurs ». Le cursus dure 6 mois, ce qui est plus court que la plupart des formations agricoles masculines. L'école dispense donc un enseignement technique qui s'accompagne également d'une formation ménagère et morale. Les cours d'économie domestique, couture, hygiène et ménage, éducation morale et comptabilité deviennent d'ailleurs progressivement prépondérants, afin que ces jeunes filles puissent devenir de parfaites fermières et maîtresses de maison.

## Division du travail: travaux agricoles, basse-cour

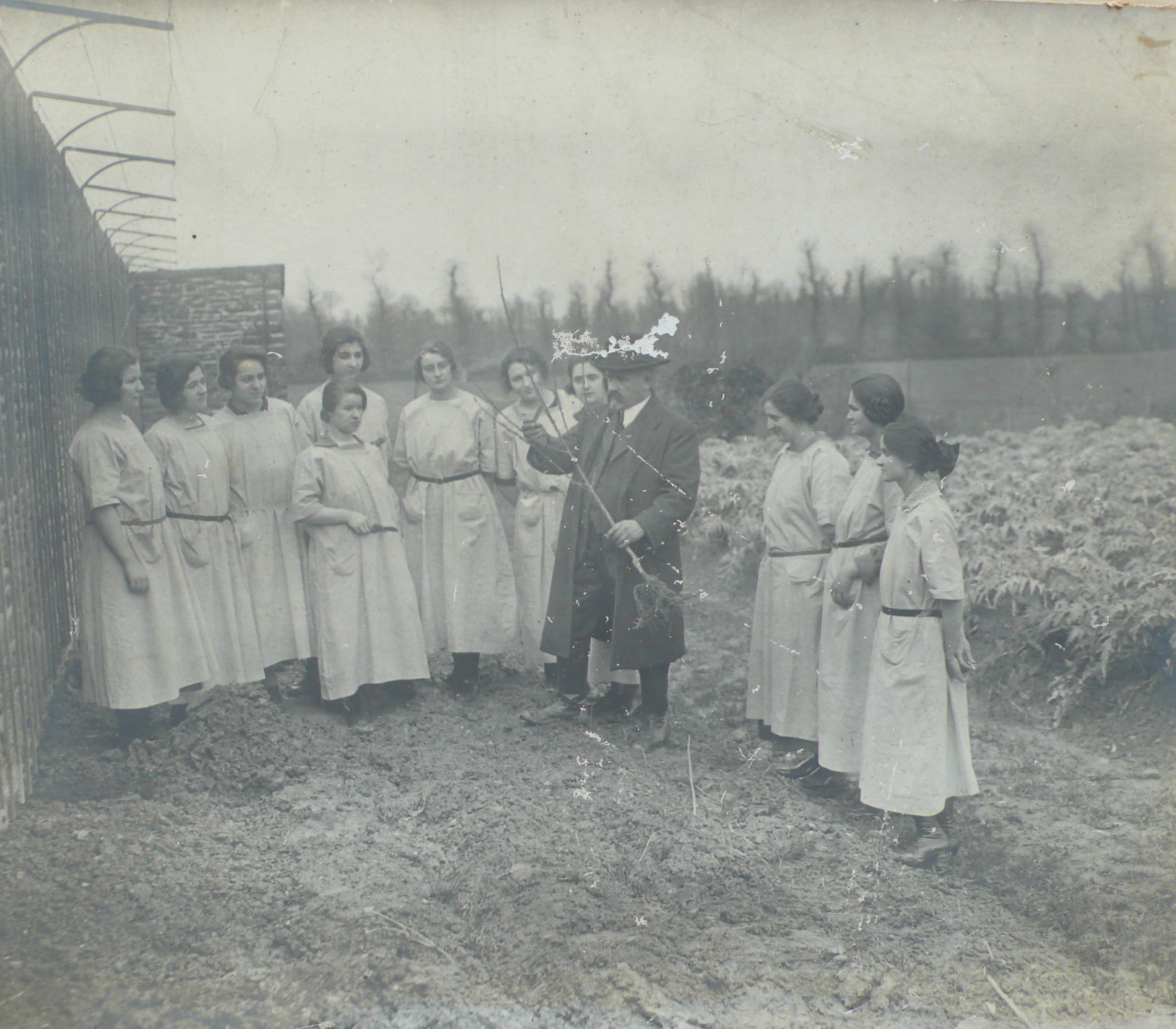
Cours d'arboriculture.
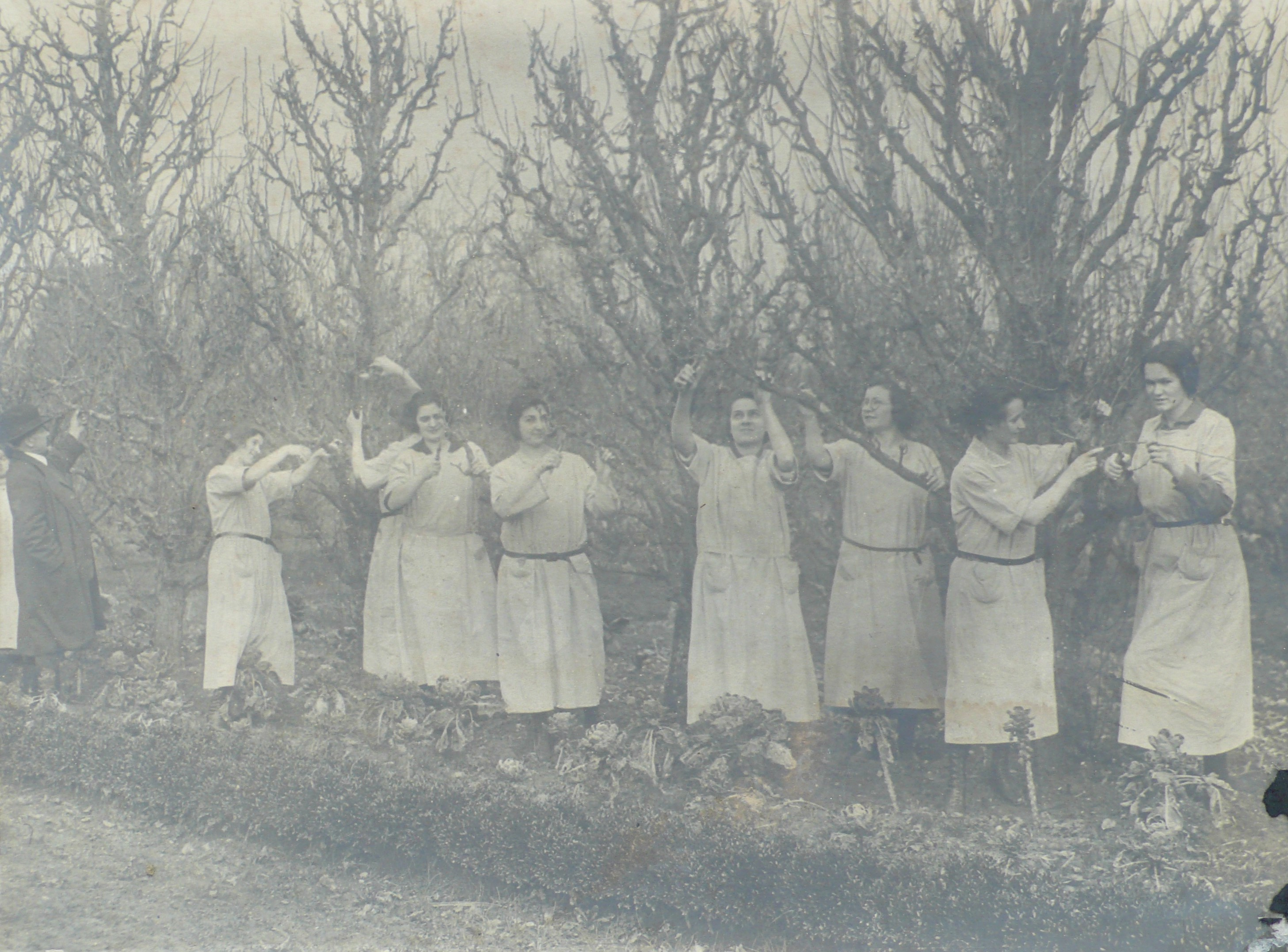
Arboriculture.
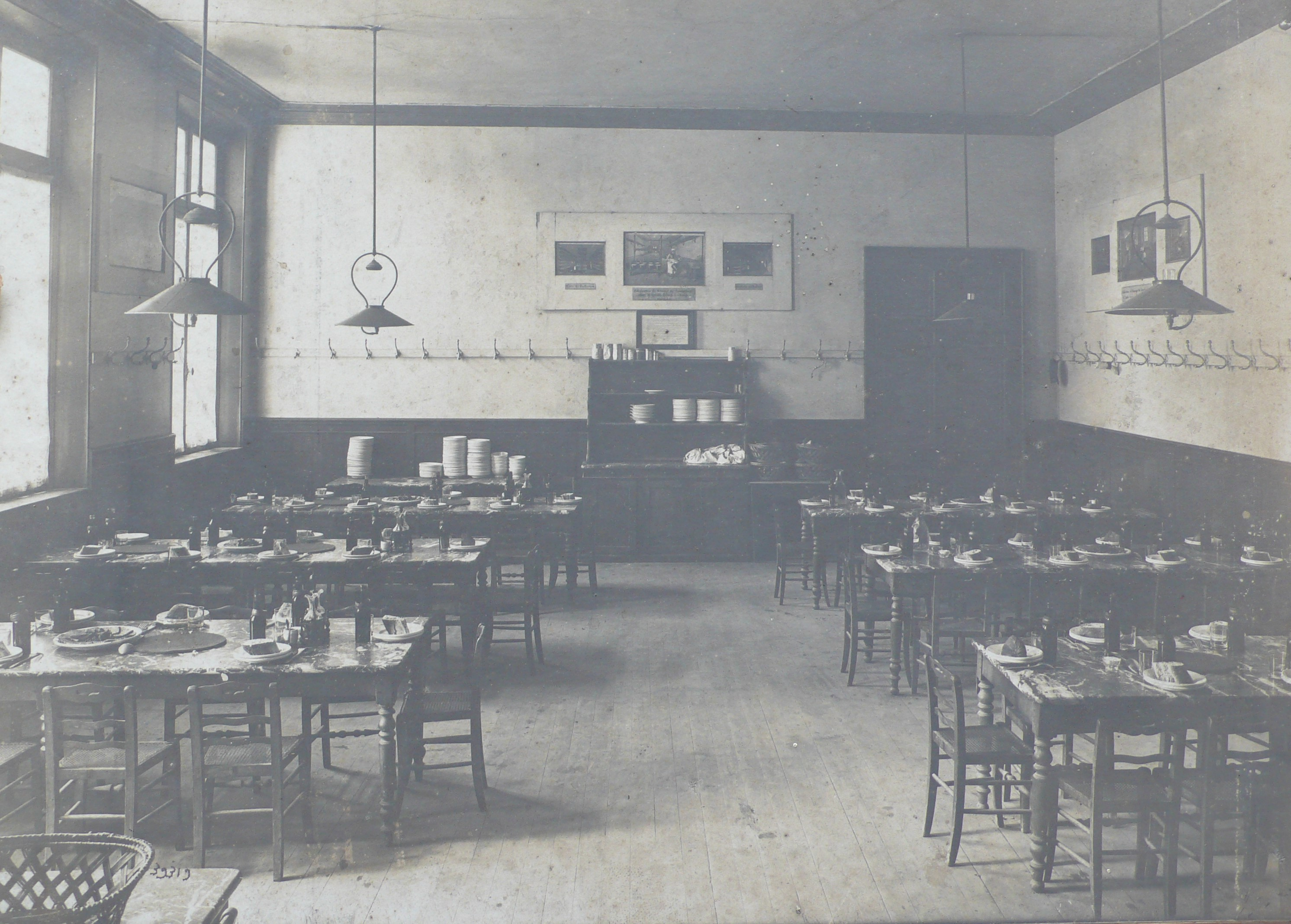
Réfectoire.
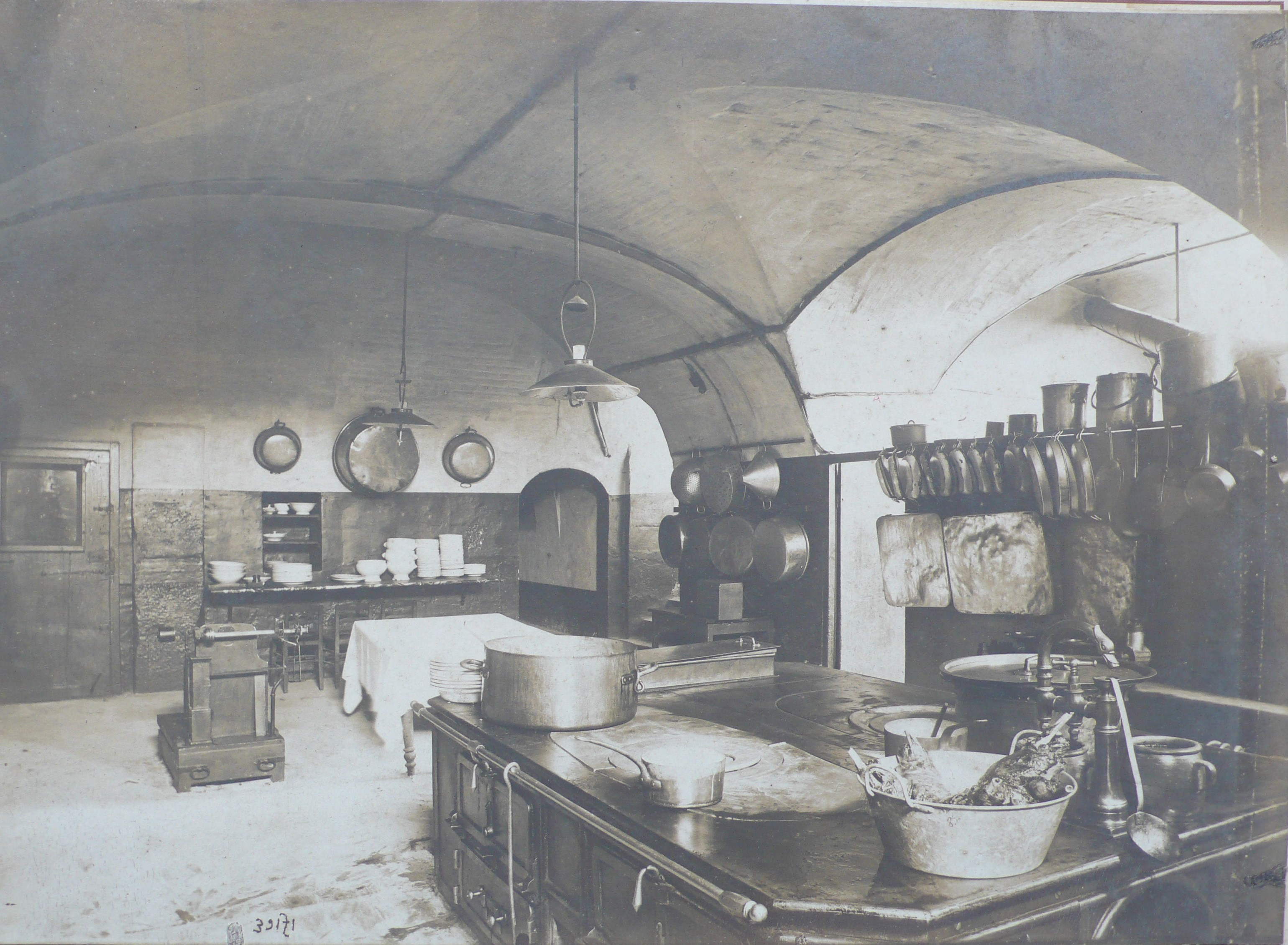
Cuisine.

Les garçons de l'école des Trois-Croix apprennent le travail dans les champs et dans l'étable. Les filles de l'école de Coëtlogon apprennent l'entretien de la basse-cour, des veaux, des vaches, des cochons et la mise en valeur de leurs produits. Jusqu'en 1891, les cours théoriques sont consacrés à l'étude de la vache et des veaux, la technologie du lait, la porcherie, l'hygiène de la ferme et du ménage. Les cours pratiques concernent la fabrication raisonnée du beurre et du fromage, la pratique du jardinage, la basse-cour, le ménage, le blanchissage et la couture. À partir de 1891, s'ajoutent des cours de comptabilité, d'arboriculture, de maraîchage. En 1892, une beurrerie et une fromagerie moderne sont construites. En ouvrant cette école, les autorités départementales reconnaissent le rôle productif des femmes dans le monde agricole et admettent la technicité de certaines tâches.
L'école tend à renforcer la division des tâches entre garçons et filles, car certaines activités traditionnellement féminines sont exclues du cursus telles que l'aide aux moissons ou bien le sarclage. Le cursus n'inclut par l'interchangeabilité des tâches, ni leur complémentarité comme c'était bien souvent le cas dans les ménages ruraux. Les tâches les plus humbles ne font pas partie du cursus et devront probablement être prises en charge par des domestiques. La commercialisation des produits ne fait pas partie du cursus, ainsi la comptabilité qui apparaît dans le programme à partir de 1890 réduit le rôle induit. La formation à l'école envisage deux perspectives. La perspective de l'émigration, pour permettre aux jeunes filles de familles nombreuses de pouvoir accéder à des situations plus avantageuses quitte à changer de région, pour encadrer le personnel féminin de laiterie ou pour être formatrice dans des écoles agricoles. L'école permet aussi des former des fermières qui savent lire et écrire, qui sont autonomes pour assumer des tâches intellectuelles telles que la comptabilité.
L'école pratique de Kerliver est créée sur le modèle rennais en 1890 par M. de Montigny, dont le cursus est fondé sur le principe de former des jeunes filles qui ont l'intention de se consacrer à la vie à la campagne.

## Formation des jeunes filles pour devenir cadres de l'enseignement laitier
La fermière formée par l'école de Coëtlogon se démarque de la réalité du travail féminin de l'époque en Bretagne. La formation induit que des domestiques fassent le travail complémentaire, or, la majorité des exploitations ont une superficie inférieure à 5 ha, ce qui ne permet pas une telle organisation. De plus, peu de filles accèdent à l'instruction avant 14 ans, donc savoir lire et écrire comme prérequis, réduit le nombre de candidates. L'école marque un décalage avec le terrain socio-économique de la Bretagne. Elle innove par un modèle de fermière, qui peut-être laisse aussi de côté et éloigne de la modernité les classes rurales les plus démunies.

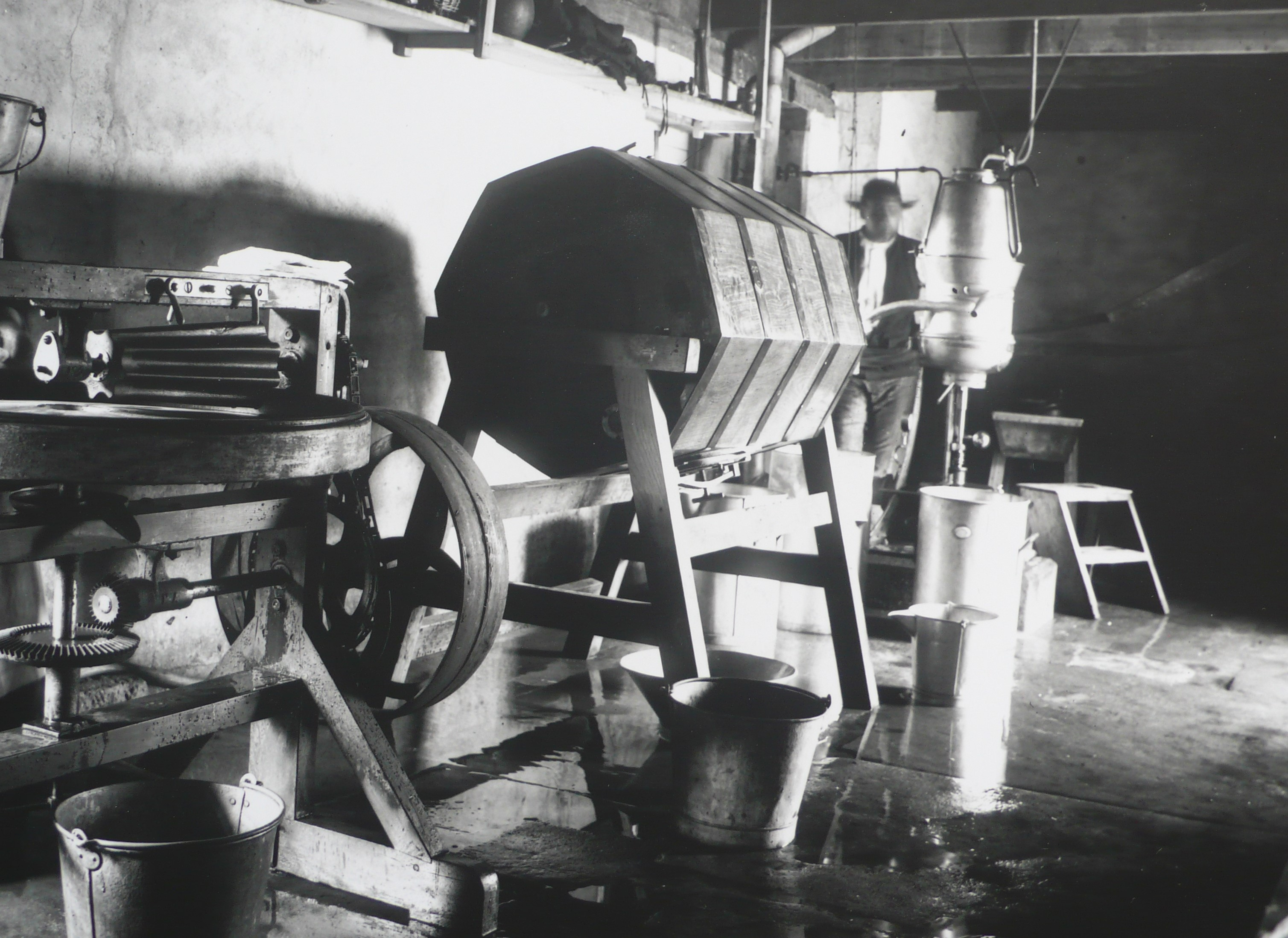
Baratte octogonale, pour fabriquer le beurre. Ce modèle était répandu dans les campagnes jusqu'au début du XXe siècle.

L'école connaît un certain succès, qui se remarque par le fait que le nombre d'élèves augmente régulièrement. Entre 1886 et 1889, parmi les 50 jeunes filles hébergées, 26 seulement sont originaires d'Ille-et-Vilaine. Les autres viennent de différents départements français. Deux élèves viennent de Belgique en 1891. En 1899, sur les 179 élèves qui ont fréquenté Coëtlogon, 87 ont retrouvé leur ancienne métairie, 67 travaillent dans des laiteries et 15 d'entre elles sont devenues directrices d'écoles de laiterie en France et à l'étranger. L'école n'a pas eu un rôle important dans l'amélioration des productions locales car les élèves originaires de l'Ille-et-Vilaine sont peu nombreuses et elles sont alors issues de familles pauvres. Pour le département, l'école joue un rôle d'aide sociale. Parmi les élèves inscrites dans ce cas, il peut s'agir d'enfant de familles où le père est ouvrier ou journalier. La plupart ne sont pas issues de familles agricoles. Ces jeunes filles sont alors plutôt concernées par l'émigration, elles doivent changer de région pour exercer leur formation.
De plus, la formation donnée correspond davantage aux laiteries industrielles qu'aux métairies productrices de beurre artisanalement. Le savoir enseigné est en contradiction avec les coutumes locales notamment car le cursus inclut la production de camembert, de gruyère, de port-salut. Le rayon d'action de l'école est plus national que régional. L'école gagne une médaille d'or lors de l'exposition universelle de 1889. Pour améliorer son impact local, Mme Bodin, la directrice, propose plusieurs solutions. Elle accepte la venue de stagiaires qui font de l'observation. Elle propose des conférences nomades vers les exploitations agricoles et des cours temporaires dans les fermes pendant la saison hivernale. Ces écoles ambulantes permettent aux fermières de perfectionner les procédés tels que la pasteurisation, le refroidissement, le contrôle du lait et de la crème, le pesage, le mesurage, les techniques nouvelles de fabrication du beurre et du fromage.
Il est possible que le grand nombre d'écrémeuses installées dans les fermes bretonnes à cette époque soit à mettre en lien avec la présence de l'école. Dès 1890, l'école possède des écrémeuses Colwey, des écrémeuses à bras ainsi qu'un malaxeur. La fermière est alors reconnue comme un acteur de la rénovation agricole. L'école se démarque par des pratiques innovantes afin d'instruire les jeunes filles pour une tenue de ferme qui soit meilleure au point de vue pratique et économique. Mme Bodin met ainsi en avant le progrès qui peut être induit par le mérite et le travail féminin, dans les fermes locales. Après 1900, la nature de l'enseignement évolue vers une orientation plus ménagère.

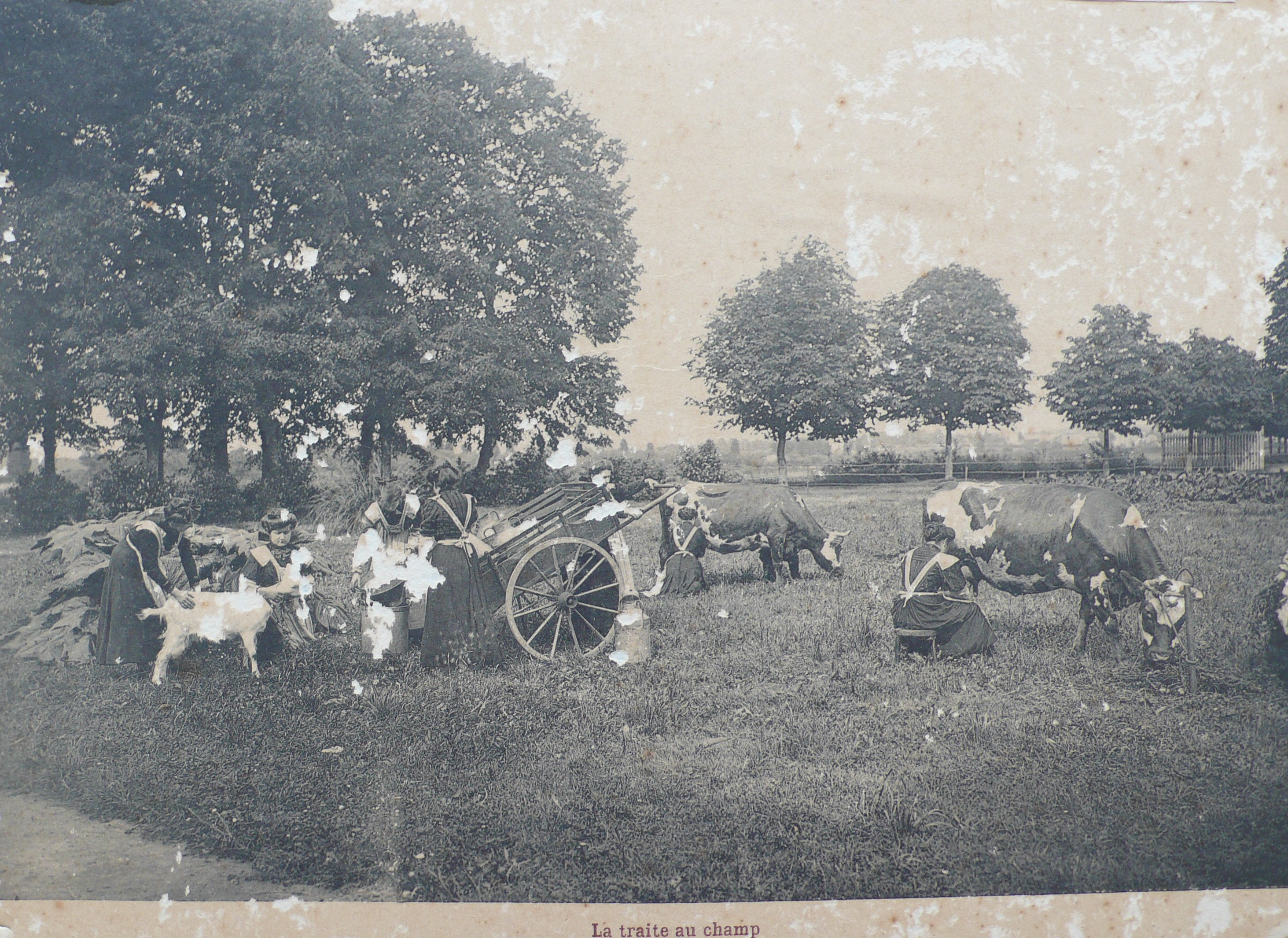
Traite.
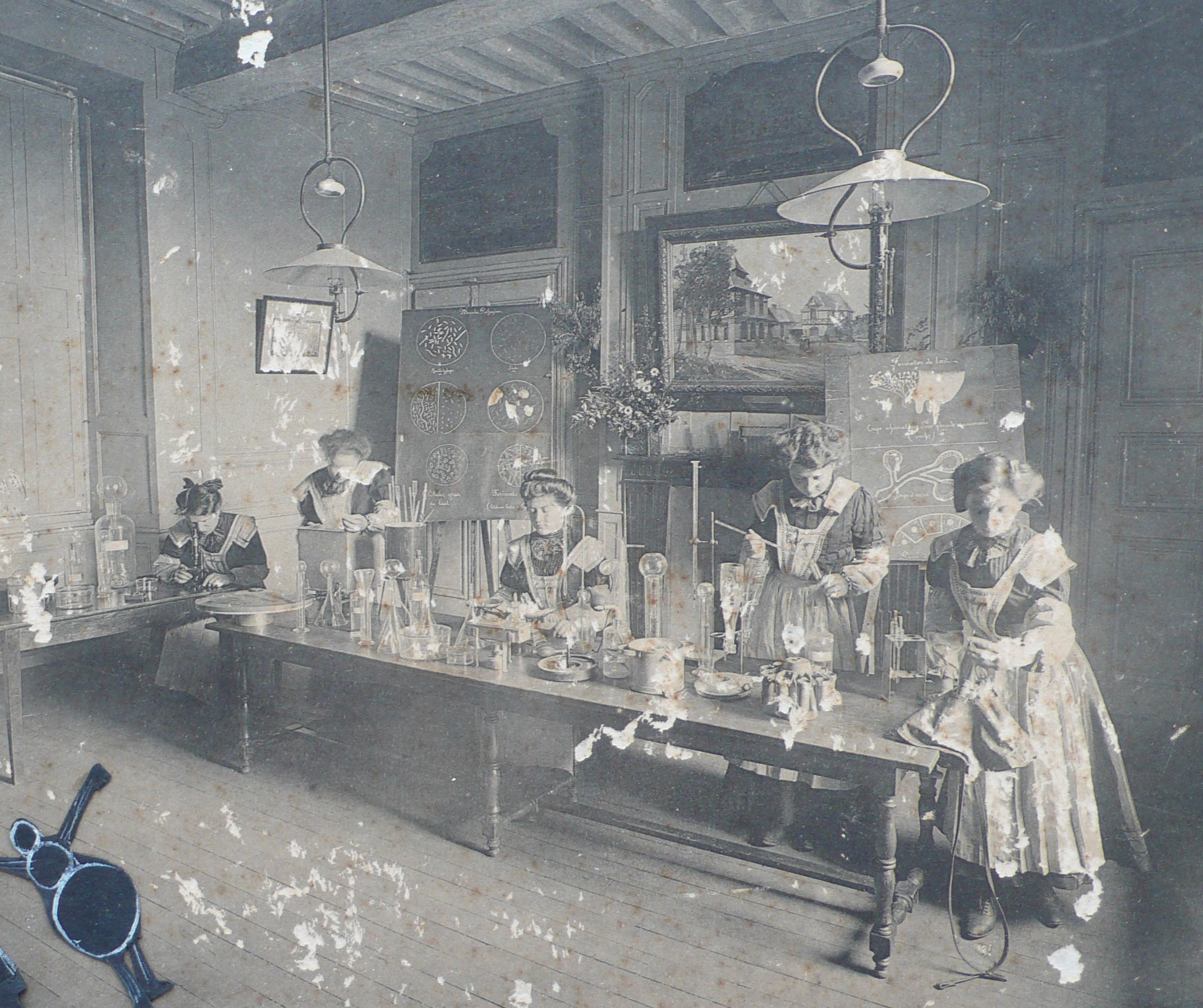
Analyse.
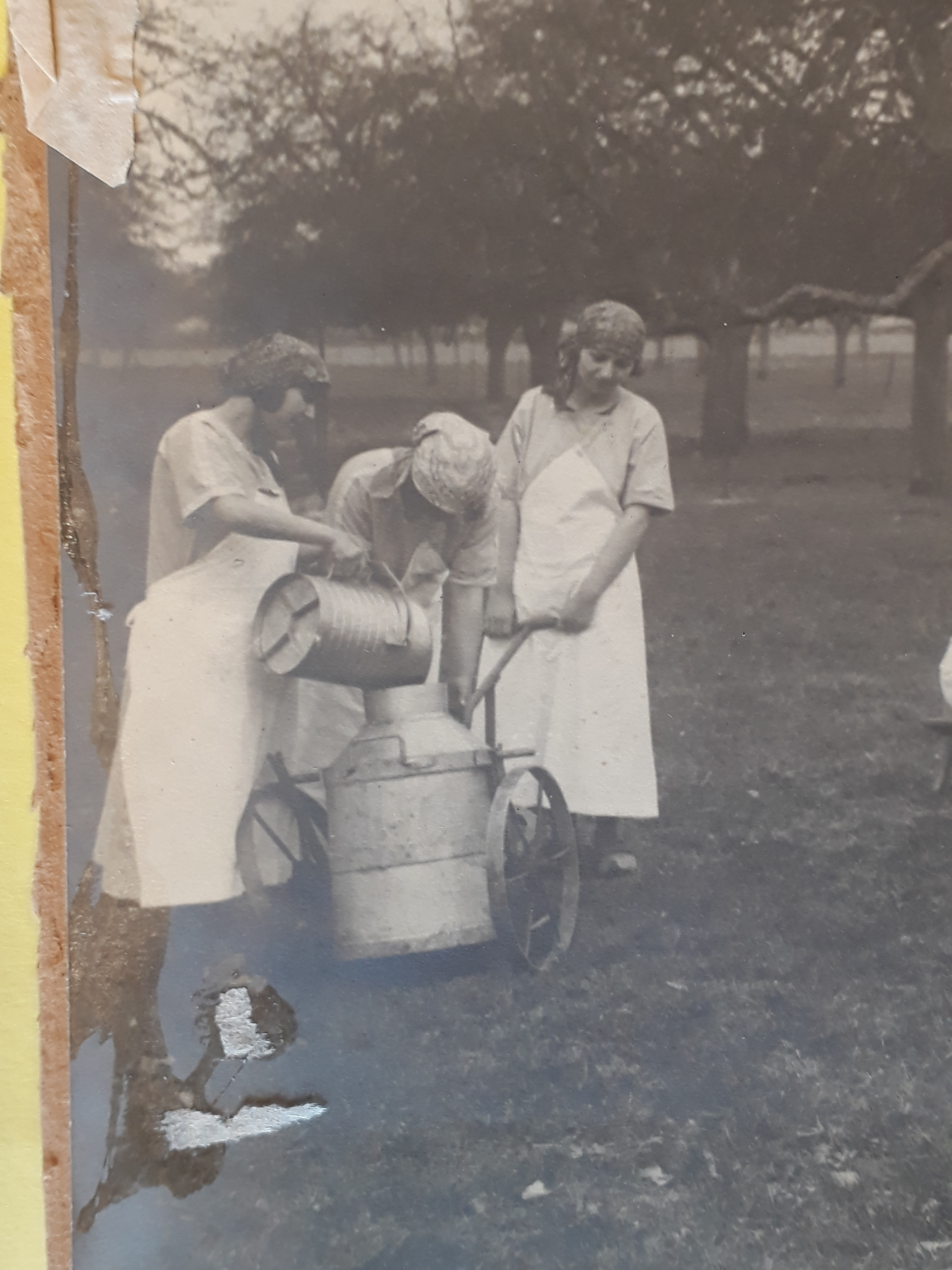
Stockage du lait.

## L'école nationale d'agriculture pour jeunes filles (1923)

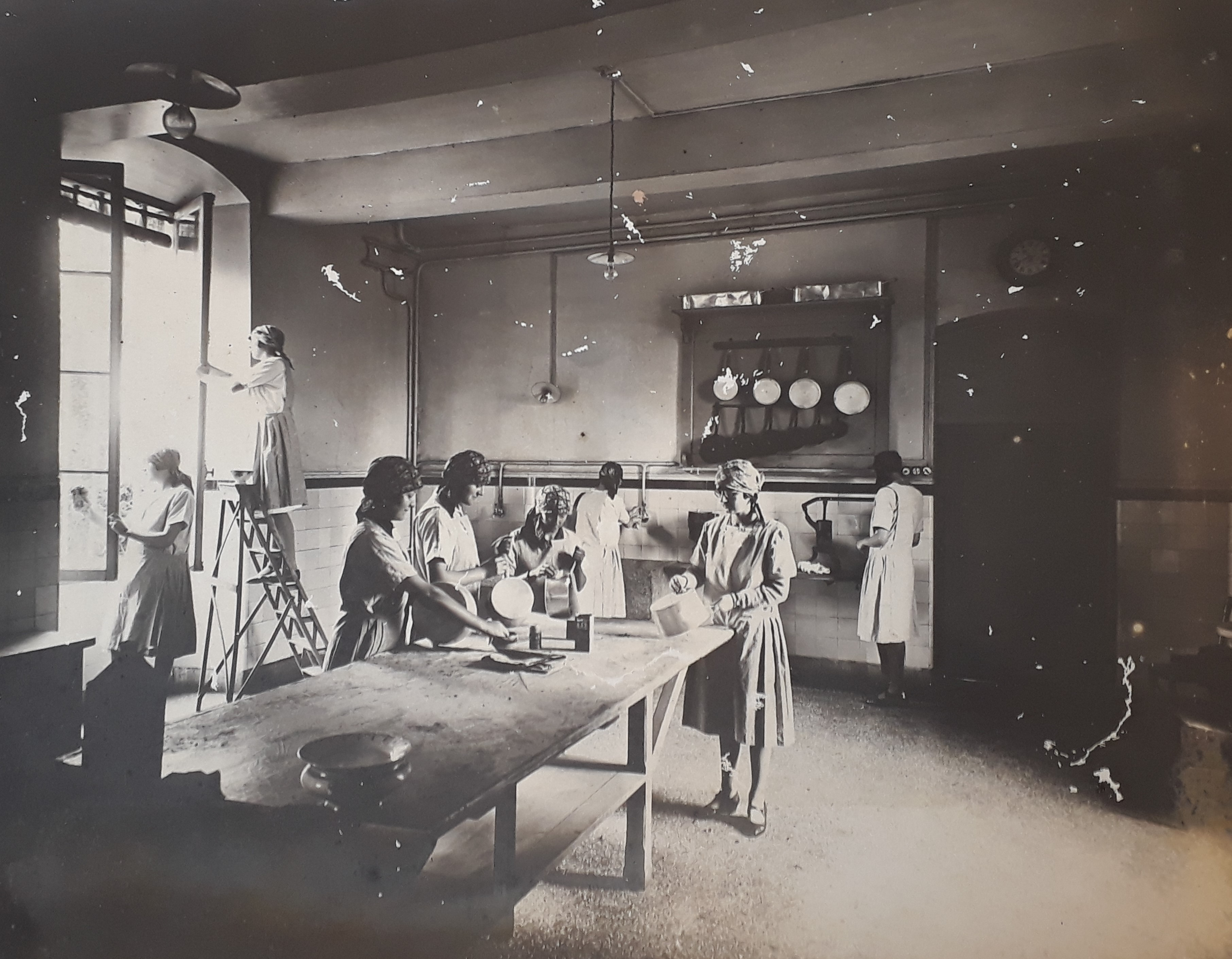
Entretien ménager.
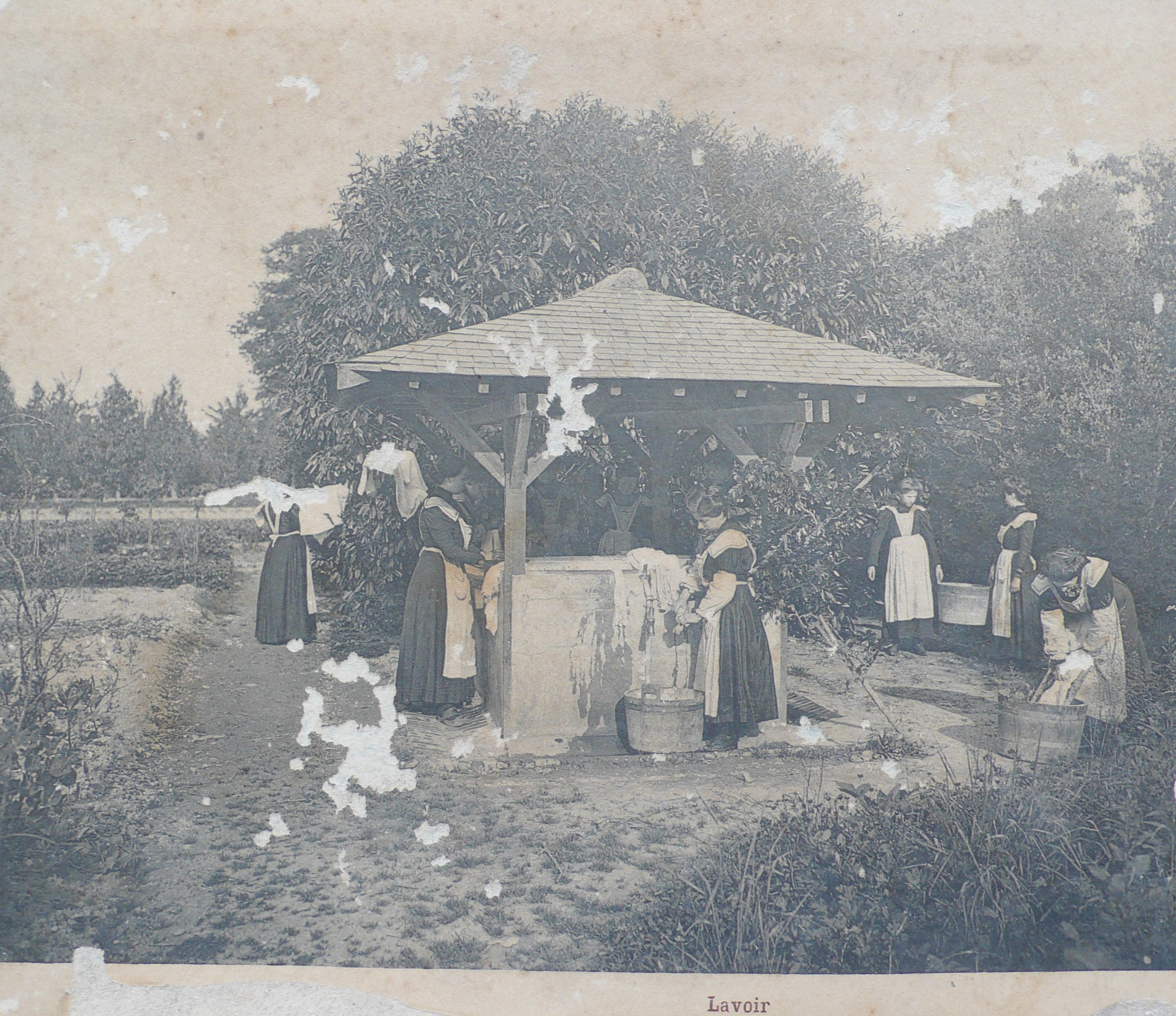
Lavoir.
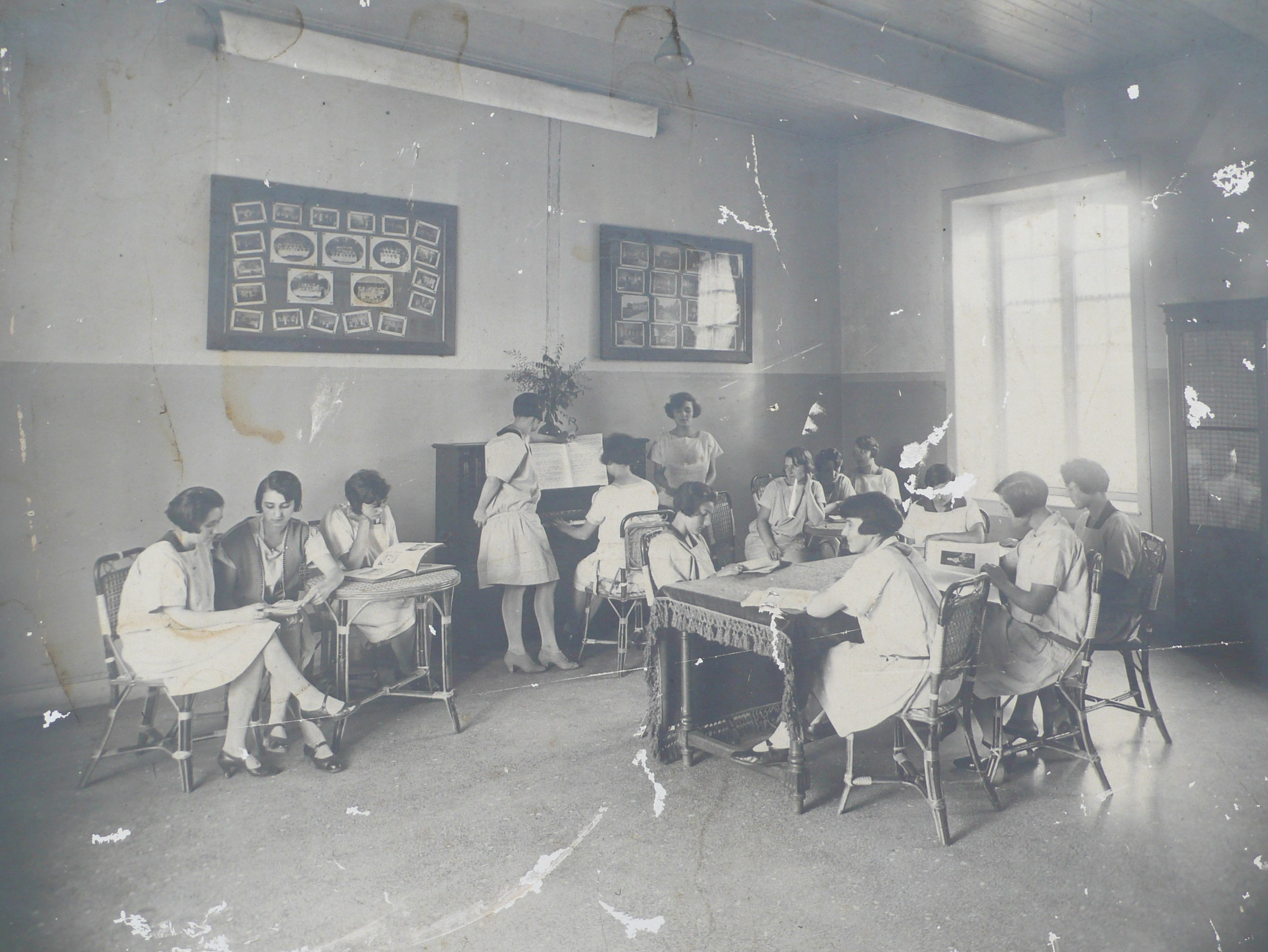
Salon.

Le Conseil général d'Ille-et-Vilaine émet le vœu dans sa séance du 30 novembre 1920 que l'école devienne une école nationale d'agriculture de jeunes filles, qui comprendrait une école ménagère agricole avec spécialisation pour la laiterie et diverses écoles ménagères temporaires ou de laiterie. L'école devient école nationale d'agriculture à partir de 1924.
À la création de l'école en 1886, la priorité était d'améliorer la production laitière par des enseignements techniques, et non pas d'éduquer sur le plan ménager. Progressivement, le cursus évolue pour intégrer plus fortement la formation ménagère, la fermière en tant qu'épouse et mère, la tenue du foyer. Mme Bodin présente un rapport au VIe congrès international d'agriculture à Paris en 1900 où elle insiste sur l'importance de former les jeunes filles en tant que métayère, ménagère, afin que sa place dans le ménage agricole ou ouvrier soit envisagé comme une profession. Ce qui ajoute, dans le cursus une importance de la morale, le goût pour une place humble dans le logis au service du mari et des enfants, tout en participant à l'ascension sociale des familles rurales par son travail, son mérite, son savoir-faire. Elles ont un rôle dans l'influence qu'elles peuvent avoir.
Puis l'école devient un établissement d'enseignement ménager pour jeunes filles en 1941. L'école nationale d'enseignement ménager agricole de Coëtlogon sert également à la formation de professeur d'enseignement ménager agricole.

## L'école obtient une reconnaissance
Plusieurs traces du passé témoignent de l'importance que l'école a eu en son temps. D'une part, en 1908, lors de sa venue à Rennes à l'invitation du maire Jean Janvier, Georges Clemenceau visite la ville durant deux jours, les 7 et 8 juin. Il s'arrête alors devant le pavillon de l'école de laiterie. Également, Mme Saisdubreil est la seule femme citée dans les nominations du magazine L’Ami du cultivateur en 1911, alors qu'elle est nommée maîtresse fromagère de l’école de laiterie de Coëtlogon.
Dans le dictionnaire de pédagogie de Ferdinand Buisson, la notice consacrée à l'enseignement de l'agriculture évoque les deux écoles de laiterie, celle de Coëtlogon et celle de Kerliver dans le Finistère mais il rappelle qu'en 1911, date de publication du dictionnaire, « L'enseignement professionnel pour les jeunes filles est encore à l'état embryonnaire ».

## Fermeture de l'école en 1967
L'école ferme à la suite du décret du 2 janvier 1967 et les locaux sont dévolus à l’école nationale supérieure féminine d’agronomie (ENSFA) de Rennes et au lycée agricole de la ville. L'ENSFA assure, jusqu'en 1990, la formation des cadres supérieurs de l'agriculture et remplace l'école de Coëtlogon,.

## Témoignage: la fromagerie Morvan (Finistère)
Sur le site camembert museum, la biographie d'une ancienne élève permet de se rendre compte du parcours que pouvaient réaliser les jeunes filles issues de l'école. Marie-Yvonne Morvan, née en 1876, a grandi dans une ferme du Finistère, sur la commune de Ploujean. Elle intègre l'école de laiterie de Coëtlogon grâce à une bourse de l'État : 250 francs lui sont octroyés, couvrant les frais de pension. Elle est reçue à l'examen d'admission en juillet 1890 et termine sa scolarité en janvier 1891, par l'obtention du certificat d'instruction des écoles pratiques de laiterie, avec une médaille de bronze. Elle obtient une bourse pour continuer son cursus jusqu'en juillet où elle est reçue à l'examen avec une mention.
À la suite du décès de son père, elle s'installe en Normandie, avec sa famille, à la sortie de sa scolarité. Elle travaille pour la fromagerie de Charles Gervais à Neufchâtel-en-Bray en Seine-Maritime. C'est là qu'elle rencontre Eugène Frère, qui devient par la suite son mari. Après ses fiançailles, Marie-Yvonne Morvan part travailler dans une fromagerie à Oust en Ariège. Elle peut alors mettre en application son savoir-faire acquis d'abord à l'école de laiterie à Rennes puis en Normandie, pour la fabrication du camembert et du Port Salut. Elle se marie en 1895.
Le couple s'installe en Bretagne et à partir de 1897, ils louent une ferme à Ploujean, à quelques kilomètres de la ferme natale de Marie-Yvonne. Vers 1903, ils achètent un ancien moulin pour y installer une fromagerie, à Morlaix. Ils fabriquent le camembert sous la marque « Le Val Vert ». Tout en exerçant à Morlaix, Eugène et Marie-Yvonne deviennent locataires d'une fromagerie située au manoir de Ker-Yvon sur la commune de Saint-Derrien, en 1907. Ils en deviennent propriétaires en 1917. C'est Françoise Morvan, sœur de Marie-Yvonne et mariée à Jules Lemoine qui la dirigent jusqu'en 1924, date à laquelle elle est reprise par Charles Frère (fils de Marie-Yvonne et Eugène) marié à Yvonne Guyomarc’h. Marie-Yvonne et Eugène retournent en Normandie en 1932.
La fromagerie Val Vert est alors dirigée par leur fils Gervais jusqu'en 1985, date de sa fermeture. Eugène Frère meurt en 1944 et Marie-Yvonne Morvan en 1958.

## Personnalités associées à l'école
- Marie Justine Gatard (née Garido), directrice de l'école nationale d’agriculture pour jeunes filles de Coëtlogon (officier du Mérite agricole, officier d'Académie, chevalier de la Légion d'honneur en 1933)[17].